# Mesoxalsäure
Mesoxalsäure ist sowohl eine Dicarbonsäure als auch eine Ketocarbonsäure und gibt leicht zwei Protonen unter Bildung des zweiwertigen Anions C3O52− ab. Mit Wasser bildet sie – als Ausnahme von der Erlenmeyer-Regel – ein stabiles, isolierbares Hydrat (2,2-Dihydroxymalonsäure). Gleiches gilt für ihre Derivate, wie etwa die Ester. Mesoxalsäure wirkt reduzierend, zum Beispiel bei der Tollensprobe; ihre thermische Stabilität ist gering. Beim Erhitzen zerfällt sie unter Abspaltung von Kohlenstoffdioxid (Decarboxylierung, zu Glyoxylsäure) bzw. Kohlenstoffmonoxid (Decarbonylierung, zu Oxalsäure).

## Vorkommen
Mesoxalsäure findet sich in verschiedenen Pflanzen, so etwa der Zuckerrübe und der Luzerne.

## Herstellung
Sie kann durch Oxidation von Tartronsäure (Hydroxymalonsäure) an Platin-Bismut-Katalysatoren und Luft hergestellt werden. Glycerin wird bei der Titration mit wässrigem Kaliumpermanganat quantitativ zur Mesoxalsäure oxidiert (CSB-Titration durch Manganometrie), andere Oxidationsmitteln wie Kaliumdichromat oxidieren wässriges Glycerin hingegen zu Kohlenstoffdioxid.